# Beautiful Life (canção)
"Beautiful Life" é uma canção do grupo sueco de dance-pop Ace of Base, que foi originalmente lançado em 1995 como o primeiro single de seu álbum, The Bridge. A canção foi muito bem-sucedida, tendo alcançado ótimo desempenho na Europa quanto na Billboard Hot 100, onde alcançou a posição de número 15. Ela também ganhou um disco de ouro na Austrália, com a venda de 35.000 cópias do single.
'Beautiful Life' foi elogiada por Larry Flick  da Billboard, que descreveu a canção como uma "cantiga alegre e incrivelmente cativante que se entrega aos ritmos da Euro-NRG enquanto continua a explorar as melodias pop do ABBA". Ele observou que "mesmo os detratores da banda acharão impossível resistir à confecção revestida de açúcar, com percussão de sacudir os ombros e coro para cantar junto". O Cash Box afirmou que "para esta faixa, o quarteto saltou para esta década com uma batida de dance/rock que incorpora a herança europeia do grupo". Neil Strauss do The New York Times comentou que "Beautiful Life" é "puro prazer meloso, com teclados borbulhantes e um ritmo rápido e alegre que vai inspirar muitos ouvintes a esquecer que os anos 70 acabaram e aceitar o refrão". Dave Sholin do Gavin Report comentou: "Aqueles que estão fazendo a pergunta musical - o Ace of Base pode repetir? A resposta é Sim! Sim! Sim!"; enquanto o Music & Media chamou a música de "ritmo hipercinético encimado por um gancho matador que faz parte do seu sistema antes que você perceba". Já o jornal Baltimore Sun classificou a canção como "tecnotécnica" e acrescentou que ela "tempera seu pulso impetuoso e sua mensagem aparentemente feliz com uma melodia memoravelmente triste".
A canção foi incluída no filme de 1998 "Os Estragos de Sábado à Noite", como parte da trilha sonora e sendo o destaque na campanha publicitária do filme. A canção também foi incluída nos dois filmes estrelados por Adam Sandler: "Eu os Declaro Marido e… Larry" e "Zohan: Um Agente Bom de Corte".
Em 2017, o BuzzFeed listou a música no número 51 em sua lista de "As 101 melhores canções dance dos anos 90".

## Gravação
A canção foi escrita no dia 1 de janeiro de 1994 pelo membro da banda Jonas Berggren enquanto ele estava nas Ilhas Canárias. Na época, "The Sign" tinha acabado de chegar ao primeiro lugar na lista da Billboard Hot 100, o que o inspirou a escrever a música. Em um vôo tarde para casa, ele ouviu alguns acordes e começou a cantarolar, e aí a música foi feita. Ele teve que gravar rapidamente para não esquecer.
"Eu estava nas Ilhas Canárias, na Espanha, e na última noite acabei de ouvir a música 'Beautiful Life' na minha cabeça. Tenho a capacidade de ouvir três melodias diferentes na minha cabeça ao mesmo tempo - é muito útil ao compor as músicas. Melodia, baixo e uma flauta em um refrão por exemplo. Foi melancólico sair das ilhas e foi uma noite maravilhosa, com clima e pôr do sol. Foi uma vida linda!" - Jonas Berggren em uma entrevista para o jornal Idolator sobre como a música foi feita.
Berggren incorporou elementos gospel na música e a cantoria gospel no final foi feita por um grupo feminino de quatro integrantes que Denniz Pop tinha. Eles rastrearam esses vocais muitas vezes para o máximo impacto comovente.
Em uma entrevista de 2018, Ulf Ekberg disse que Michael Jackson, depois de pedir para conhecer a banda quando eles tocaram "Beautiful Life" no World Music Awards em Mônaco, disse a eles que achava que era a melhor música que já tinha ouvido em tantos anos.

## Videoclipe
O videoclipe para a música foi dirigido pelo diretor britânico Richard Heslop, que iria dirigir o videoclipe posterior da banda "Never Gonna Say I'm Sorry". O vídeo foi filmado no YFO Studios em Gotemburgo em outubro de 1995. O videoclipe incluía os membros da banda dentro de uma bolha, que eram geradas por computador e que levavam os mesmo de um lugar para outro. 
Segundo o canal de música VH1 dos Estados Unidos, a gravadora da banda, Arista Records, insistiu que as bolhas fossem removidas do vídeo, levando o videoclipe americano de aparência um tanto estranha, com os membros da banda olhando (e reagindo) às bolhas que não estavam mais lá. Na Europa, as duas versões do videoclipe foram lançadas. Além dos dois vídeos alternativos, vídeos remixados também foram criados, e a VH1 lançou uma versão em Pop-Up Video em 1998. 
"Beautiful Life" foi postada no YouTube em janeiro de 2015. Em setembro de 2020, o vídeo tinha mais de 71,9 milhões de visualizações.

## Lista de Faixas

#### United Kingdom CD 1 / Australian CD
1. Beautiful Life (Single Version)
2. Beautiful Life (12" Extended Version)
3. Beautiful Life (Junior's Circuit Bump Mix)

#### United Kingdom CD 2
1. Beautiful Life (Single Version)
2. Beautiful Life (Vission Lorimer Club Mix)
3. Beautiful Life (Lenny B.'s House of Joy Club Mix)
4. Beautiful Life (Uno Clio Mix)

#### US maxi single
1. Beautiful Life (Single Version)
2. Beautiful Life (12" Extended Version)
3. Beautiful Life (Junior's Circuit Bump Mix)
4. Beautiful Life (Vission Lorimer Club Mix)
5. Beautiful Life (Lenny B's House Of Joy Club Mix)
6. Beautiful Life (Uno Clio Mix)

## Desempenho nas paradas musicais
| Parada musical (1995-1996)                       | Melhor posição |
| ------------------------------------------------ | -------------- |
| Austrália - (ARIA)                               | 11             |
| Áustria - (Ö3 Austria Top 40)                    | 24             |
| Bélgica - (Ultratop 50 Flanders)                 | 15             |
| Canadá - (Dance/Urban - RPM)                     | 1              |
| Dinamarca - (IFPI)                               | 10             |
| Estados Unidos - (Billboard Hot 100)             | 15             |
| Estados Unidos - (Billboard Hot Dance Club Play) | 1              |
| Escócia - (Official Charts Company)              | 12             |
| União Europeia - (Eurochart Hot 100)             | 38             |
| Finlândia - (Suomen virallinen lista)            | 3              |
| França - (SNEP)                                  | 10             |
| Alemanha - (Official German Charts)              | 20             |
| Irlanda - (IRMA)                                 | 12             |
| Países Baixos - (Dutch Top 40)                   | 34             |
| Nova Zelândia - (Recorded Music NZ)              | 44             |
| Suécia - (Sverigetopplistan)                     | 22             |
| Suíça - (Schweizer Hitparade)                    | 33             |
| Reino Unido - (The Official Chart Company)       | 15             |